# Heliconius albula
Heliconius albula är en fjärilsart som beskrevs av Riffarth 1900. Heliconius albula ingår i släktet Heliconius och familjen praktfjärilar. Inga underarter finns listade i Catalogue of Life.